# Wienerfilharmonikernas nyårskonsert 1943

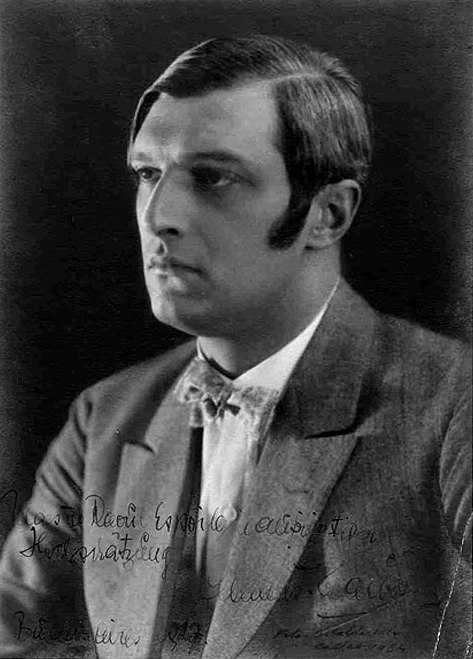
Clemens Krauss (1915)

Philharmonische Akademie den 1 januari 1943 i Musikvereins "Gyllene sal" i Wien betraktas som Wienerfilharmonikernas Nyårskonsert 1943 och var enligt Wienerfilharmonikernas räkning den Tredje Nyårskonserten från Wien, även om denna benämning användes först efter 1945 med det nya och demokratiskt orienterade sättet i och med Wienerfilharmonikernas Nyårskonsert 1946 lett av Josef Krips. Philharmonische Akademie dirigerades av Clemens Krauss.

## Historik
Strikt räknat var Philharmonische Akademie 1 januari 1943 ingen Wienerfilharmonikernas Nyårskonsert, eftersom det inte var förrän 1946 som Josef Krips introducerade denna titel, som därefter anammades. Orkesterns räkning knyter dock inte an till den demokratiska efterkrigstraditionen under Krips, utan inkluderar även de "nazistiska konserterna" av Philharmonische Akademie under åren 1941–1945 under Krauss och börjar räkningen med denna konsert från 1941. Det var för övrigt den fjärde konserten som inträffade vid årsskiftet sedan starten 1939 även om den konserten gick av stapeln 31 december och benämndes som Außerordentliches Konzert (Extraordinär konsert).
Konsertprogrammet skiljer sig från tidigare konserter i serien genom att två tredjedelar av konsertverken framfördes för första gången. När det gäller polkan Louischen var det inte bara första gången verket framfördes här, men det skulle dröja till Nyårskonserten 2023 innan verket spelades på nytt. Dessa "säregna framföranden" skulle upprepas vid senare konserter.

## Program förPhilharmonische Akademie

### Konsertprogram
1. Josef Strauss: Sphärenklänge, vals, op. 235*
2. Josef Strauss: Die Libelle, Polka mazur, op. 204*
3. Josef Strauss: Jokey-Polka, Polka schnell, op. 278*
4. Johann Strauss den yngre: Lagunen-Walzer, op. 411*
5. Johann Strauss den yngre: Louischen, Polka française, op. 339*
6. Johann Strauss den yngre: Freikugeln, Polka schnell, op. 326*
7. Johann Strauss den yngre: Ouvertyr till operetten Der Zigeunerbaron
8. Johann Strauss den yngre: Egyptischer Marsch, op. 335
9. Johann Strauss den yngre: Frühlingsstimmen, vals, op. 410*
10. Johann Strauss den yngre och Josef Strauss: Pizzicato-Polka
11. Johann Strauss den yngre: Tritsch-Tratsch-Polka, Polka schnell (sic)**, op. 214*
12. Johann Strauss den yngre: Kaiser-Walzer, op. 437

Verkförteckningen och verkens ordning finns på Wienerfilharmonikernas webbplats.
De verk markerade med * stod för första gången på programmet till en Nyårskonsert.
** Polkan  Tritsch-tratsch är ingen Polka schnell (Snabbpolka) i egentlig mening, den beteckningen användes av Johann Strauss den yngre först med op. 281 (Vergnügungszug (Polka schnell)).

## Se vidare
- Clemens Krauss, Dirigent
- Wienerfilharmonikerna

## Weblänkar
- Program för "Philharmonischen Akademie" 1 januari 1943